# بئر عار

بئر عار هو بئر تاريخي في منطقة المدينة المنورة في المملكة العربية السعودية، تقع بين جبل عار والسدير، بالقرب من الفريش، وقريبة أيضا من جبل عويقر في وادي حزرة.